# Comana (Giurgiu)
Comana è un comune della Romania di 6 531 abitanti, ubicato nel distretto di Giurgiu, nella regione storica della Muntenia.
Il comune è formato dall'unione di 5 villaggi: Budeni, Comana, Falaștoaca, Grădiștea, Vlad Țepeș.
Comana è servito dalla ferrovia Bucarest–Giurgiu.